# Копальня Клейн-Пойнт
Копальня Клейн-Пойнт – гірничодобувний майданчик на півдні Австралії, що знаходиться на західному узбережжі затоки Сент-Вінсент (навпроти міста Аделаїда).
Вапнякову копальню Клей-Пойнт ввела в дію у 1925 році компанія Adelaide Cement з метою забезпечення сировиною свого цементного заводу у Беркенгеді. В 1971-му унаслідок злиття Adelaide Cement з South Australian Portland Cement новим власником копальні стала Adelaide Brighton Cement.
Розробка ведеться відкритим способом. Вапняковий поклад має товщину біля 30 метрів, при цьому товщина розкривних порід становить лише 3 – 4 метра.
Продукцію відправляють споживачам через розташований поруч причал (до 1965-го був відомий як Farquhar Jetty), що був споруджений в 1920 році з використанням залізобетонних паль та мав довжину 79 метрів. Первісно глибина біля причалу становила 3,3 метра, допоки в 1965-му в межах модернізації її не збільшили до 6,5 метра, при цьому причал подовжили до 150 метрів.
Після утворення Adelaide Brighton Cement копальня Клей-Пойнт стала відгравати все більше значення. Ще в 1966-му для вивозу продукції спорудили судно «Accolade», а в 1982-му ввели в дію новий балкер «Accolade II», що розпочав майже щоденні рейси через затоку Сент-Вінсент (в другій половині 2020-х його хочуть замінити на нове судно).
Відносно обсягів видобутку відомо, що копальня досягнула рівня у 1,5 – 2 млн тонн на рік.